# Riti, magie nere e segrete orge nel trecento
Pour plus de détails, voir Fiche technique et Distribution.
Riti, magie nere e segrete orge nel trecento est un film d'épouvante érotique italien réalisé par Renato Polselli et sorti en 1973.
Le film, réalisé en 1971 sous le titre La reincarnazione, est sorti en salles deux ans plus tard avec un nouveau titre pour s'inscrire dans le courant decamerotico.

## Synopsis
Une secte de vampires cherche la femme idéale pour ressusciter leur déesse, morte depuis six cents ans. Au cours d'une fête, les monstres mettent en scène persécutions et meurtres, mais favorisent leur propre destruction.

## Fiche technique
- Titre original italien : Riti, magie nere e segrete orge nel trecento[1]
- Réalisation : Renato Polselli
- Scénario : Renato Polselli
- Photographie : Ugo Brunelli
- Montage : Renato Polselli
- Musique : Romolo Forlai (it), Gian Franco Reverberi
- Décors : Giuseppe Ranieri
- Sociétés de production : G.R.P. Cinematografica
- Pays de production :  Italie
- Langue originale : italien
- Format : Couleurs par Eastmancolor - 1,66:1 - Son mono - 35 mm
- Genre : Film d'épouvante érotique
- Durée : 98 minutes
- Dates de sortie :
  - Italie : 17 janvier 1973

## Distribution
- Mickey Hargitay : Jack Nelson
- Rita Calderoni : Isabella / Laureen
- Raoul Lovecchio (it) : l'occultiste
- Marcello Bonini Olas (it) (sous le nom de « Bonini Marcello ») : Gerg
- Christa Barrymore (sous le nom de « Krista Barrymore ») : Christa
- Consolata Moschera : Consolata
- William Darni : Richard Brenton
- Max Dorian : le médecin
- Cristina Perrier : Glenda
- Stefania Fassio : Steffy
- Gabriele Bentivoglio : le prêtre
- Vittorio Fanfoni (sous le nom de « Fanfoni Vittorio »)
- Anna Ardizzone
- Marisa Index
- Tano Cimarosa (scènes supprimées)
- Dunca Balsor (non créditée)
- Carmen Young (non créditée)

## Production
Sous le titre original de La reincarnazione, le tournage débute entre décembre 1971 et janvier 1972 au Château Piccolomini à Balsorano et à L'Aquila ainsi qu'aux Studios Elios à Rome. Selon Polselli, le film a été tourné en cinq ou six semaines.

## Exploitation
Le film a d'abord eu des problèmes avec la commission de censure italienne. Il a d'abord été présenté le 31 juillet 1972, puis le 11 août, où il a de nouveau été rejeté, les censeurs déclarant que le film « consiste en une série décousue de séquences sadiques, destinées à stimuler, par une cruauté extrême mêlée à un érotisme dégénéré, les instincts sexuels les plus bas ». Polselli raccourcit le film, ce qui lui vaut d'être adopté le 11 novembre.
Riti, magie nere e segrete orge nel trecento sort en Italie le 17 janvier 1973, distribué en salles par Primula Cinematografica. Le nouveau titre du film est une tentative d'exploiter la tendance populaire actuelle des "décamérotiques", qui sont des comédies sexuelles se déroulant au Moyen Âge et qui sont devenues populaires depuis la sortie du film Le Décaméron. Le film a enregistré 148 484 entrées rapportant 68 080 000 lires italiennes, ce que Curti a qualifié de médiocre.
Parallèlement à sa sortie au cinéma en janvier, une version en roman-photo du scénario est publiée dans le no 1 de Cinesex, sous le titre original de La reincarnazione. L'historien du cinéma Louis Paul a déclaré que le film a été considéré comme perdu pendant des décennies, jusqu'à ce qu'il apparaisse en 1998 sur une vidéo italienne dans une version longue de 55 minutes. Le film est ensuite commercialisé en vidéo amateur par le label britannique Redemption sous les titres The Reincarnation of Isabel et Black Magic Rites.

### Accueil critique
Dans les critiques rétrospectives, Curti a décrit le film comme étant à la limite de l'incompréhensible, notant qu'« il n'y a pas de véritable scénario à proprement parler, mais une série de scènes à peine connectées entre elles : les vampires [...] enlevant et torturant leurs victimes nubiles pendant le cycle de la pleine lune ; les autres personnages errant autour du château ; et beaucoup, beaucoup de paroles ». Le scénariste Scott Aaron Stine s'est fait l'écho des déclarations sur l'absence d'intrigue, déclarant que le film n'avait « pas d'histoire, pas de véritable narration » et qu'il se contentait « d'offrir des bouts de remplissage entre des scènes de sexe et de violence gratuites ». Louis Paul a résumé le film comme ayant des acteurs « fixant la caméra, parfois sur le point d'éclater de rire » et des scènes de « rencontres sexuelles quasi pornographiques se déroulant toutes les dix minutes environ, le film semble amateur et impossible à regarder ».
AllMovie a attribué au film une note de trois étoiles et demie sur cinq, décrivant le film comme une « procession ahurissante d'images sado-maso trempées dans les couleurs psychédéliques du chef opérateur Ugo Brunelli ». La critique a commenté l'intrigue en déclarant que « les admirateurs de films de genre conventionnels peuvent trouver la procédure déconcertante et un peu prétentieuse, mais on ne peut pas nier que Polselli a un talent particulier pour combiner l'épouvante gothique avec une imagerie érotique troublante et souvent mémorable ».